# Sentiment
Termenul sentiment (derivat din latinescul sentire, care înseamnă „a percepe cu ajutorul simțurilor”) desemnează o condiție afectivă care durează mai mult decât emoția și care poate indica pasiunea. Sentimentul este o componentă a emoției care implică funcțiile cognitive ale organismului. Sentimentul este la originea unei cunoașteri imediate sau a unei simple impresii și se află în raport direct cu percepția stării psihologice de moment. Sensul psihologic al termenului sentiment (care indică o stare afectivă) trebuie să fie deosebit de sensul propriu de sensibilitate.
Stările afective implicate pot fi: teamă, supărare, ironie, compătimire, dragoste, bucurie.

## Sentimente în raport cu emoții
În raport cu emoțiile primare și secundare, unde într-un fel, sentimentul își are geneza, acesta este incomparabil mai complex, având particularități calitative deosebite, rezultate dintr-o restructurare și raportare valorică, situată la nivelul personalității. Édouard Claparède a urmărit, la copil, trecerea de la emoții situative la sentiment, fiind primul dintre cei care, indicând caracterul asemănător al emoțiilor și sentimentelor a demonstrat că, în esență, acestea se deosebesc. Emoțiile împreună cu dispozițiile constituie mai degrabă terenul pe care se zămislesc sentimentele. Denumirea prin aceiași termeni a emoțiilor și sentimentelor se datorește faptului că ele sunt trăite similar, sunt în consonanță și adesea trec unele în altele.